# Redressiehelm

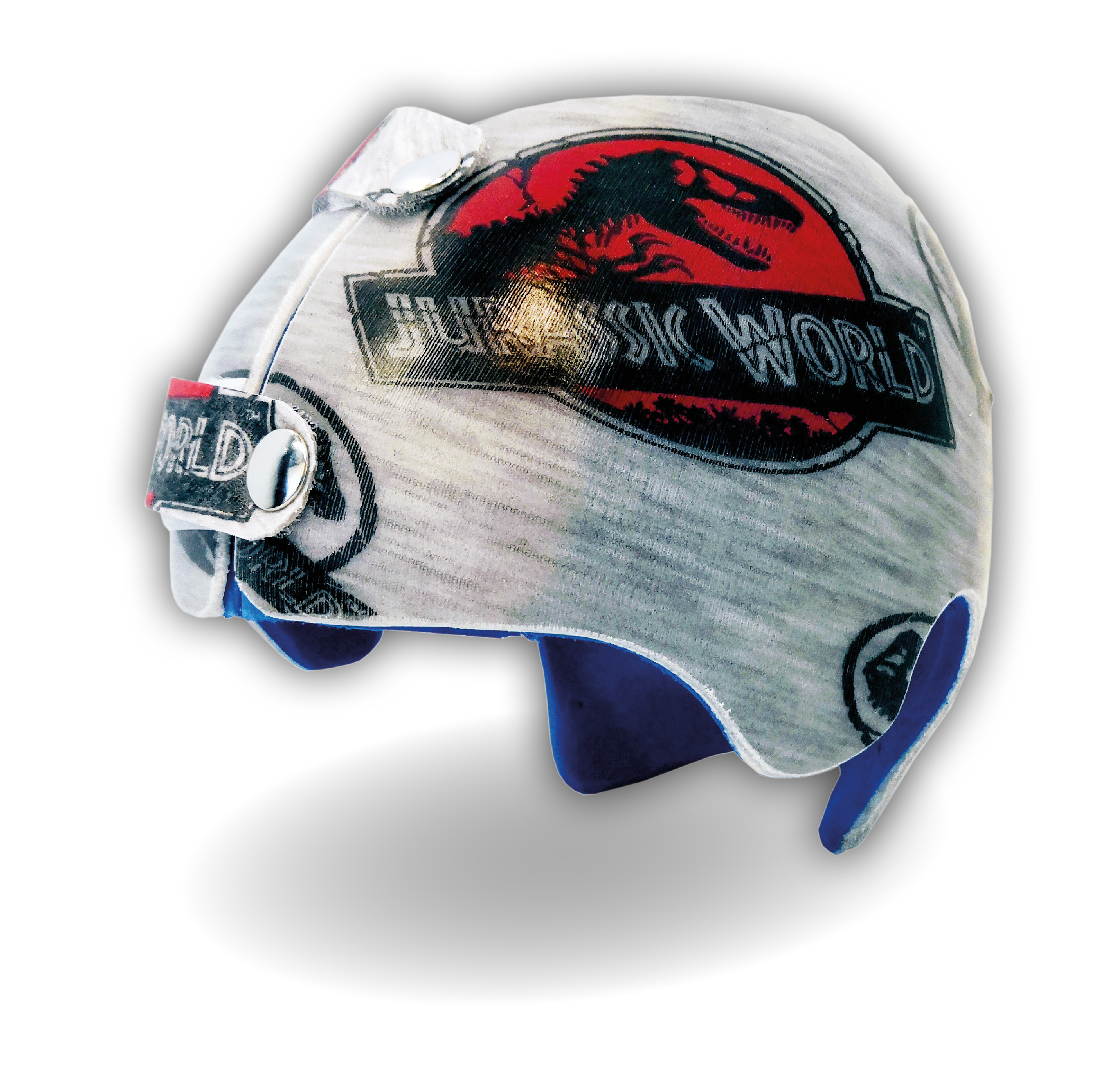
Redressiehelm naar eigen style

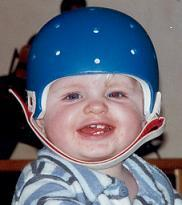
Eén van de eerste redressiehelmen

Een redressiehelm of babyhelm is een helm die gebruikt kan worden om het afgeplatte hoofd van een baby of jong kind (plagiocefalie) te corrigeren. Schedelafwijkingen ontstaan door ongelijke groei van de schedeldelen; een en ander kan ontstaan door het vroegtijdig sluiten van een van de schedelnaden of door continue druk bij rugligging (positionele schedelvervorming). Dit laatste kan ontstaan doordat de voorkeurshouding van de baby een afplatting van de schedel tot gevolg heeft. Deze voorkeurshouding kan in de baarmoeder al aanwezig zijn.
Per jaar worden in Nederland 200.000 baby's geboren, waarvan 10% een schedelafwijking heeft of ontwikkelt. Van deze 20.000 schedelafwijkingen herstelt een fors aantal uit zichzelf of door houdingsadviezen van een kinderfysiotherapeut. Vanaf 5 tot 6 maanden wordt vaak besloten wel of niet te beginnen met helmtherapie. Vaak wordt hiervoor een PCM-meting verricht door de kinderfysiotherapeut die sturing geeft bij de mate van schedeldeformatie. 
Vanaf 2013 wordt de redressiehelm in Nederland meestal niet meer vergoed vanuit het basispakket. De reden hiervan is het cosmetische belang in plaats van een noodzakelijk medisch belang. De kosten moeten dus door de ouders gedragen worden. Hij wordt dus wel vergoed bij de indicatie craniosynostose. 
Helmtherapie verschilt in kosten per aanbieder. Zo zijn er bedrijven die zich alleen hebben gespecialiseerd in redressiehelmtherapie waardoor kosten minder hoog zijn. Hierdoor verschillen de prijzen soms behoorlijk.
De helm wordt meestal gedragen als het kind tussen de 6 en 12 maanden oud is. Dan is de schedelnaad nog niet dicht en kan er nog met de schedeldelen 'geschoven' worden. Tevens neemt de schedel in de eerste vijf maanden met een omvang van ongeveer 8,5 cm toe, en bedraagt de groei vanaf de zesde tot de 18e maand gemiddeld slechts 0,6 cm per maand. Deze minder explosieve groei laat het dragen van een op maat gemaakte helm ook beter toe.
Er zijn vijf verschillende schedelvormen, met elk een ander verloop van de schedelnaden.
- Normale schedel: Normocefalie
- Bootschedel: Scaphocefalie
- Scheef achterhoofd/schedel: Plagiocefalie
- Brede schedel: Brachycefalie
- Wigschedel: Trigonocefalie

Door in de helm een holling te maken op de plaats waar de afvlakking is, en op de overige delen de helm passend te maken op de schedel, is het mogelijk de schedel in de richting van de holling te laten groeien. 
Er zijn twee verschillende manieren voor het maatnemen van een redressiehelm. Ten eerste kan het hoofdje ingegipst worden. Meestel wordt tijdens het gipsen de baby bezig gehouden met een filmpje of speelgoed. Ten tweede kan een scan gemaakt worden van het hoofd. Vervolgens wordt een helm vervaardigd op het verkregen model van het hoofdje. De eerste helmen hadden een kinband nodig om de helm stabiel op het hoofd te houden. Door betere aanmeetmethoden is dat tegenwoordig niet meer nodig.